# Luca Marianucci
Luca Marianucci (Livorno, 23 luglio 2004) è un calciatore italiano, difensore del Napoli.

## Carriera

### Club

#### Empoli
Cresciuto nel settore giovanile dell'Empoli, il 1º settembre 2023 viene ceduto in prestito alla Pro Sesto, in Serie C, con cui inizia la carriera professionistica; nel club lombardo si mette in mostra a livello individuale, non riuscendo tuttavia a evitare la retrocessione in Serie D.
Al termine della stagione fa ritorno all'Empoli. Il tecnico Roberto D'Aversa lo fa esordire in prima squadra il 10 agosto 2024, nella partita di Coppa Italia vinta per 4-1 contro il Catanzaro, in cui fornisce un assist a Jacopo Fazzini. Il 4 novembre seguente debutta in Serie A, in occasione della vittoria per 1-0 contro il Como. Il 26 febbraio 2025 segna il rigore decisivo contro la Juventus, che porta l'Empoli in semifinale di Coppa Italia per la prima volta nella sua storia. Gioca 6 partite in tutta la competizione, fino alla doppia semifinale contro il Bologna. In campionato, invece, totalizza 18 presenze, prima di lasciare i toscani a titolo definitivo.

#### Napoli
Il 13 giugno 2025 viene ufficialmente annunciato il suo trasferimento al Napoli per 9 milioni di euro più 1 di bonus, con decorrenza a partire dal 1º luglio seguente.

## Statistiche

### Presenze e reti nei club
Statistiche aggiornate al 1º luglio 2025.
| Stagione        | Squadra         | Campionato      | Campionato | Campionato | Coppe nazionali | Coppe nazionali | Coppe nazionali | Coppe continentali | Coppe continentali | Coppe continentali | Altre coppe | Altre coppe | Altre coppe | Totale | Totale |
| Stagione        | Squadra         | Comp            | Pres       | Reti       | Comp            | Pres            | Reti            | Comp               | Pres               | Reti               | Comp        | Pres        | Reti        | Pres   | Reti   |
| --------------- | --------------- | --------------- | ---------- | ---------- | --------------- | --------------- | --------------- | ------------------ | ------------------ | ------------------ | ----------- | ----------- | ----------- | ------ | ------ |
| 2023-2024       | Pro Sesto       | C               | 32         | 0          | CI-C            | 0               | 0               | -                  | -                  | -                  | -           | -           | -           | 32     | 0      |
| 2024-2025       | Empoli          | A               | 18         | 0          | CI              | 6               | 0               | -                  | -                  | -                  | -           | -           | -           | 24     | 0      |
| 2025-2026       | Napoli          | A               | -          | -          | CI              | -               | -               | UCL                | -                  | -                  | SI          | -           | -           | -      | -      |
| Totale carriera | Totale carriera | Totale carriera | 50         | 0          |                 | 6               | 0               |                    | -                  | -                  |             | -           | -           | 56     | 0      |